# Küchenzuruf
Der Küchenzuruf ist eine Zusammenfassung der zentralen Aussage (Kernbotschaft) eines (journalistischen) Textes in nicht mehr als zwei Sätzen. Dieser Begriff wurde von dem Stern-Redakteur Henri Nannen geprägt. Er erläuterte den Begriff durch eine beispielhafte Situation, in der ein gewisser Hans im Esszimmer den ‚Stern‘ liest, während „Frau Grete“ in der Küche „sich die Schürze umbindet, um sich für den Abwasch vorzubereiten“. Nach „beendigter Lektüre“ ruft Hans seiner Grete in die Küche zu: „Mensch Grete, die in Bonn spinnen komplett! Die wollen schon wieder die Steuern erhöhen!“
Die Kernbotschaft eines journalistischen Textes sollte sich leicht erfassen und in wenigen Worten zusammenfassen lassen. Ob ein solcher Text knapp und präzise ist, lässt sich unter anderem daran ablesen, dass es dem Leser gelingt, ihn in einem spontan Küchenzuruf zusammenzufassen.
Dass sich jeder journalistische Text zu einem solchen Küchenzuruf verdichten lassen müsse, forderte auch der Journalistenausbilder Wolf Schneider: „Wenn ein kompliziertes Thema keinen Küchenzuruf hergibt, deutet das darauf hin: Der Autor hat nicht intensiv genug um eine Zuspitzung seines Themas gerungen.“

## Trivia
Das Zeit-Magazin ironisiert diesen Medienbegriff in einer Rezeptserie gleichen Namens.